# Organización territorial de Aragón

Localización geográfica de Aragón respecto a España

La comunidad autónoma de Aragón (España) basa su organización territorial en entidades subnacionales más pequeñas: 3 provincias —de norte a sur, Huesca, Zaragoza y Teruel—, 33 comarcas y 731 municipios en su totalidad.
Aragón posee 47 645,8 km² de extensión, representando así el 8,6 % del total de España y el 1,5 % del territorio de la Unión Europea.

## Entidades locales
El municipio es la entidad local básica de Aragón, dotada de personalidad jurídica, naturaleza territorial y autonomía para la gestión de sus intereses, según lo dispuesto en la Ley 7/1999, de 9 de abril, de Administración Local de Aragón.
Del mismo modo, también tienen la condición de entidades locales de Aragón las provincias —de norte a sur, Huesca, Zaragoza y Teruel—, las comarcas, la entidad metropolitana de Zaragoza, las mancomunidades de municipios, las comunidades de villa y tierra y las entidades locales menores.

### Comarcas

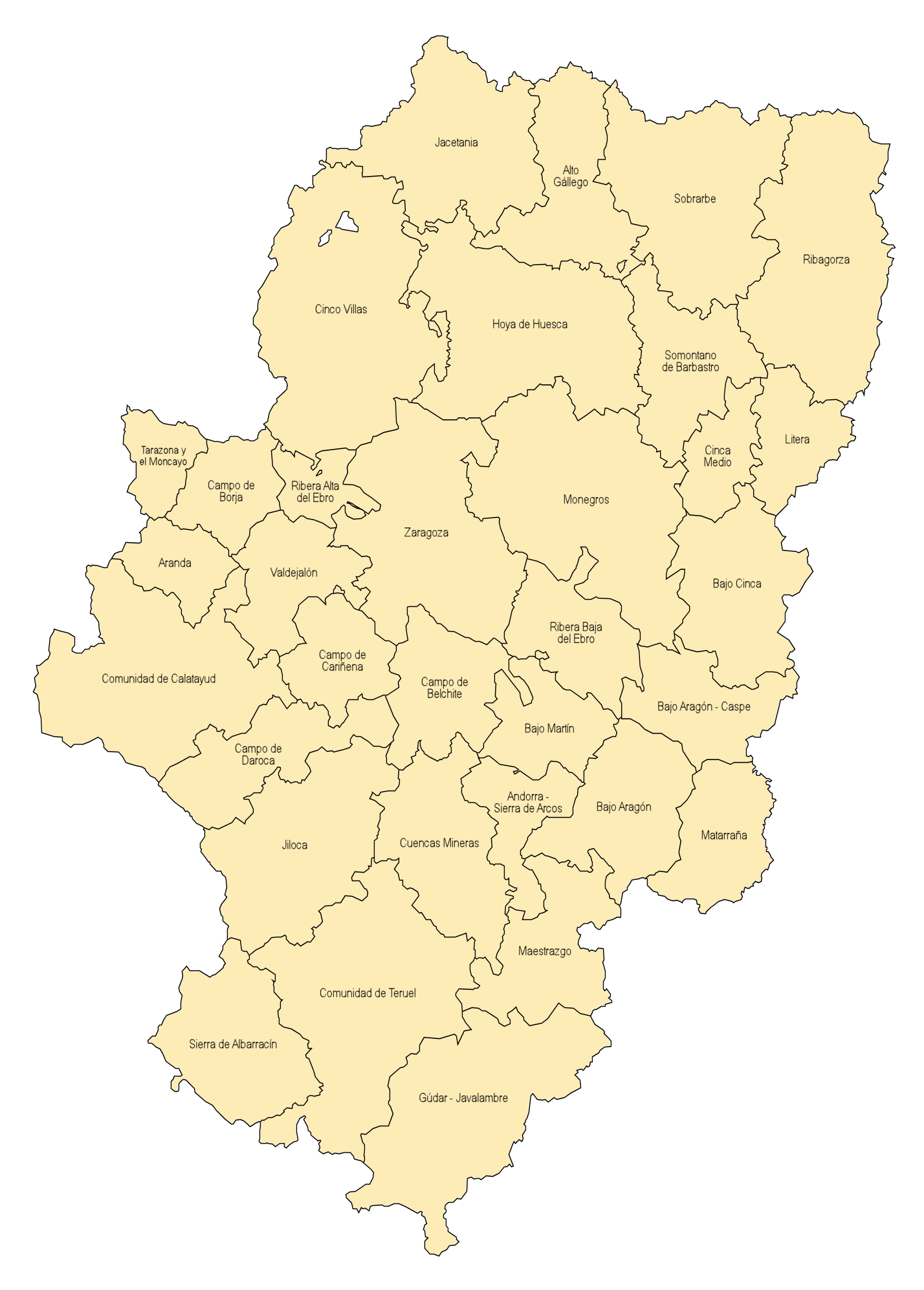
Mapa comarcal de Aragón

Según el Estatuto de Autonomía de Aragón:

Las comarcas son entidades territoriales, constituidas por la agrupación de municipios limítrofes, vinculados por características e intereses comunes, fundamentales para la vertebración territorial aragonesa.

Las comarcas tienen a su cargo la prestación de funciones y servicios y la gestión de actividades de ámbito supramunicipal, representando los intereses de la población y territorio comarcales en defensa de una mayor solidaridad y equilibrio territorial.

En el caso de Aragón, la comarcalización presenta tres finalidades: orientar la reorganización territorial de las administraciones públicas, ofrecer unidades espaciales aptas para un tratamiento económico unitario y permitir la elaboración y ejecución de una política más racional y humana de ordenación del territorio.
Los modernos planteamientos de la comarcalización, aunque enraizados en antiguas tradiciones de Aragón, surgen en la última década de los años 60 como una consecuencia de los cambios socioeconómicos, especialmente de poblamiento, acaecidos en la misma. Los diferentes trabajos existentes sobre el tema pueden reunirse en cuatro grupos, según pretendan delimitar comarcas geográficas y naturales, socioeconómicas homogéneas, socioeconómicas polarizadas, o bien obedezcan a exigencias administrativas.

## Distribución de la población
La población aragonesa está muy desigualmente repartida en el territorio, puesto que la mitad reside en el municipio de Zaragoza; la otra mitad está dispersa en pueblos y ciudades que se hallan, frecuentemente, muy distantes entre sí y son de escasa población. Así, no resulta un sistema ordenado de asentamientos urbanos, pese a la posición vertebradora que tienen algunas ciudades. Actualmente existen 731 municipios en Aragón, de los cuales, y con la excepción de Zaragoza, solo tres tienen más de 20 000 habitantes; 21 más de 5 000 y 706 no alcanzan esa población en 2012.
| N.º habitantes | N.º municipios | Porcentaje |
| -------------- | -------------- | ---------- |
| > 20 000       | 4              | 0,55 %     |
| 20 000 – 5 000 | 21             | 2,87 %     |
| 5 000 – 1 000  | 86             | 11,76 %    |
| < 1 000        | 620            | 84,82 %    |